# Bobby Finke
Robert (Bobby) Finke (6 november 1999) is een Amerikaanse zwemmer. Hij vertegenwoordigde zijn vaderland op de Olympische Zomerspelen 2020 in Tokio.

## Carrière
Bij zijn internationale debuut, op de wereldkampioenschappen zwemmen 2017 in Boedapest, strandde Finke in de series van de 1500 meter vrije slag.
Op de Pan-Pacifische kampioenschappen zwemmen 2018 in Tokio veroverde de Amerikaan de bronzen medaille op de 1500 meter vrije slag, daarnaast eindigde hij als vijfde op de 800 meter vrije slag en werd hij uitgeschakeld in de series van de 400 meter vrije slag.
Tijdens de Olympische Zomerspelen van 2020 in Tokio werd hij olympisch kampioen op zowel de 800 als de 1500 meter vrije slag.

## Internationale toernooien
| Jaar | Olympische Spelen                         | WK langebaan                              | WK kortebaan                              | PanPacs                                                       | Pan-Amerikaanse Spelen                    |
| ---- | ----------------------------------------- | ----------------------------------------- | ----------------------------------------- | ------------------------------------------------------------- | ----------------------------------------- |
| 2017 |                                           | 21e 1500m vrije slag                      |                                           |                                                               |                                           |
| 2018 |                                           |                                           | geen deelname                             | serie 400m vrije slag · 5e 800m vrije slag · 1500m vrije slag |                                           |
| 2019 |                                           | geen deelname                             |                                           |                                                               | geen deelname                             |
| 2020 | Geen toernooien vanwege de coronapandemie | Geen toernooien vanwege de coronapandemie | Geen toernooien vanwege de coronapandemie | Geen toernooien vanwege de coronapandemie                     | Geen toernooien vanwege de coronapandemie |
| 2021 | 800m vrije slag · 1500m vrije slag        |                                           | 13-18 december                            |                                                               |                                           |

## Persoonlijke records
Bijgewerkt tot en met 1 augustus 2021
Langebaan
| Afstand          | Tijd     | Datum           | Plaats   |
| ---------------- | -------- | --------------- | -------- |
| 400m vrije slag  | 03.48,17 | 3 augustus 2019 | Stanford |
| 800m vrije slag  | 07.41,87 | 29 juli 2021    | Tokio    |
| 1500m vrije slag | 14.39,65 | 1 augustus 2021 | Tokio    |
| 400m wisselslag  | 04.11,44 | 13 juni 2021    | Omaha    |